# Frank Wheaton
Frank Angell Wheaton (* 15. Oktober 1876 in Putnam, Connecticut; † 29. Oktober 1965 in Bellingham, Washington) war ein US-amerikanischer Tennisspieler.

## Biografie
Wheaton wurde in Connecticut geboren, aber wohnte in Indianapolis, als er zu den Olympischen Sommerspielen 1904 in St. Louis anreiste. Hier nahm er am Tenniswettbewerb teil. Im Einzel kam er nach einem Freilos in der ersten Runde nicht über die zweite Runde hinaus, wo er Charles Cresson unterlag. Im Doppel unterlag er mit Edwin Hunter ebenfalls in seinem ersten Match.
Im Jahr 1905 zog Wheaton nach Bellingham, Washington, wo er als Arzt praktizierte. Er lebte dort bis zu seinem Tod 1965.